# Chondryt

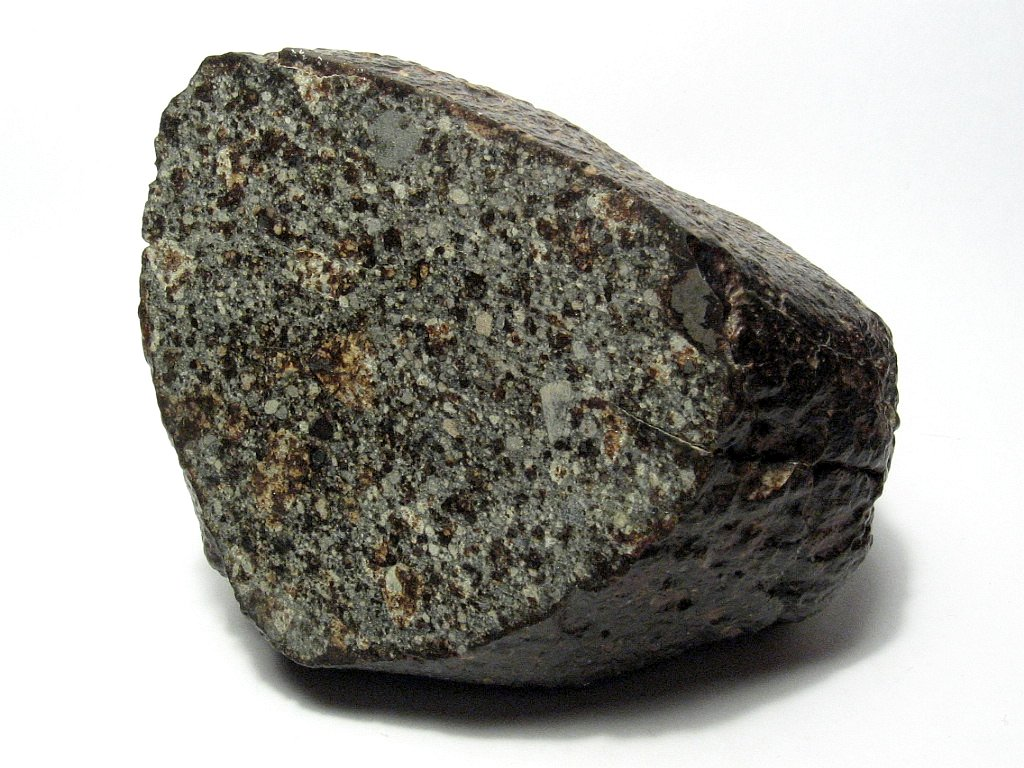
NWA 869, chondryt L4-6 z widocznymi chondrami i płatkami metalu

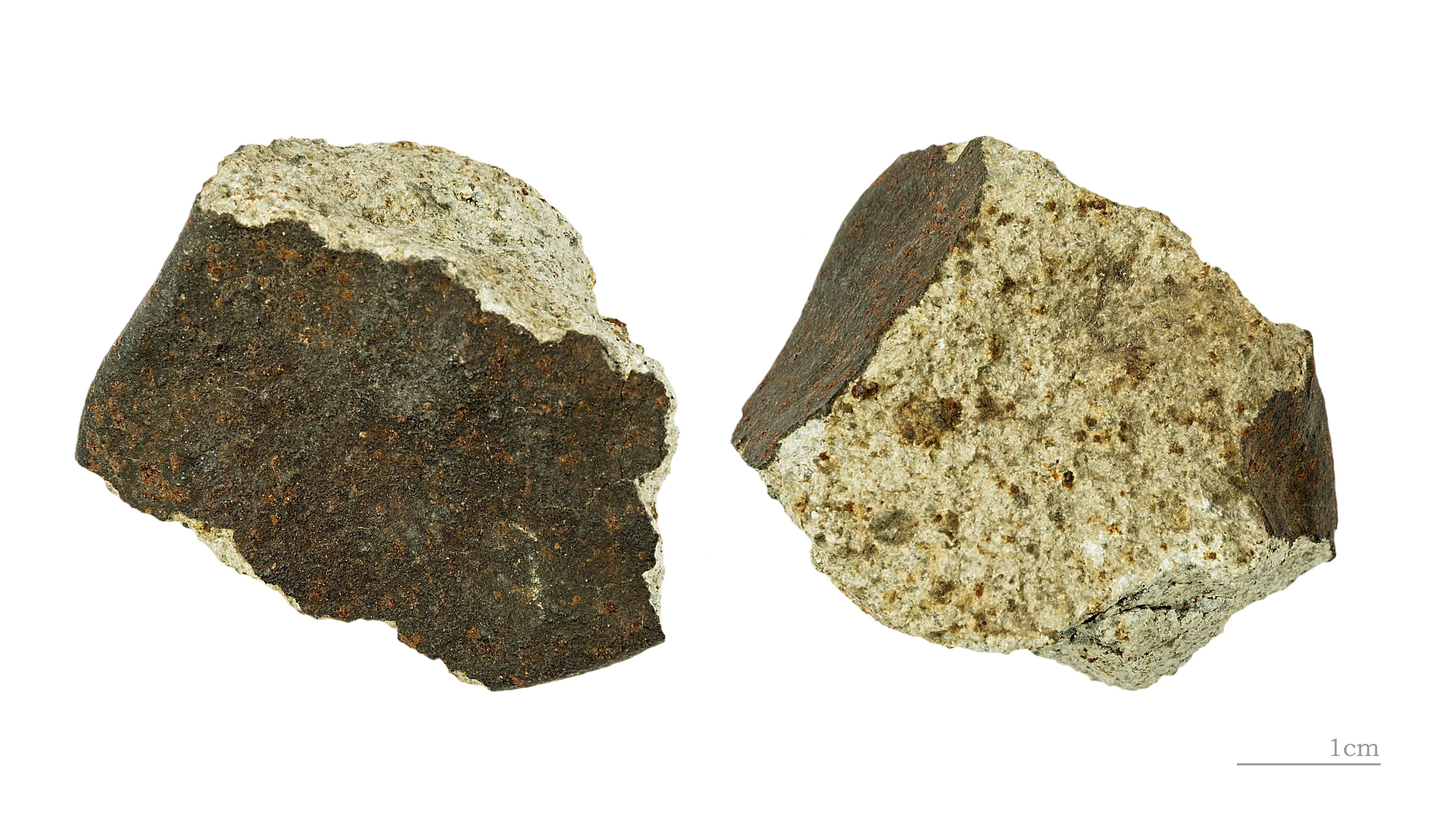
Chondryt L6 z Phnom Penh (1868)

Chondryt – meteoryty kamienne składające się głównie z oliwinu i piroksenów. Ich nazwa pochodzi stąd, że większość zawiera chondry, czyli drobne, najczęściej zbudowane promieniście, kuliste skupienia krystaliczne (chondr nie mają niektóre chondryty węgliste).
Skład chemiczny i mineralny chondrytów zbliżony jest do składu perydotytów, natomiast ich struktura jest bardzo specyficzna, niespotykana w skałach ziemskich. Chondryty powstawały w przestrzeni kosmicznej wskutek osadzania chondr, ich scementowania i ogrzania, lecz bez przetopienia.
W niektórych chondrytach występują też CAI (od ang. calcium–aluminum-rich inclusion), czyli wrostki minerałów bogatych w wapń i glin. Są one wielkości od poniżej milimetra do centymetra. Kosmomineralodzy oceniają, że najstarsze z nich powstały 4500 milionów lat temu i są najstarszą stałą materią Układu Słonecznego.

## Rodzaje
- chondryty zwyczajne
- chondryty węgliste
- chondryty enstatytowe
- chondryty oliwinowo-bronzytowe
- chondryty oliwinowo-hiperstenowe